# 特雷吉代勒
特雷吉代勒（法語：Tréguidel，法語發音：[tʁeɡidɛl]）是法国阿摩尔滨海省的一个市镇，位于该省北部偏东，属于圣布里厄区。该市镇总面积6.56平方公里，2009年时的人口为615人。

## 交通
阿摩尔滨海省省道D51线和D84线在镇中心交汇，D6线经过境内西南部。

## 人口
特雷吉代勒人口变化图示